# Clara Pechansky
Clara Pechansky (Pelotas, 1936) é uma desenhista, pintora e gravadora brasileira, radicada em Porto Alegre. É casada com o psicanalista Isaac Pechansky.
Graduou-se em Pintura pela Universidade Federal de Pelotas em 1956. Licenciou-se em Desenho e História da Arte pela Universidade Federal do Rio Grande do Sul em 1972. Foi aluna de Aldo Locatelli, Glenio Bianchetti, Glauco Rodrigues, Danúbio Gonçalves e Anico Herskovits. Trabalhou em publicidade e como ilustradora de livros infantis. Em 2001, abriu o Atelier Clara Pechansky, como forma de criar oportunidades para novos artistas. Idealizou o Intercâmbio Internacional Miniarte, um evento internacional para artistas apresentarem trabalhos de artes visuais, que aconteceu pela primeira vez em agosto de 2003 em Porto Alegre, e desde então passou por cidades da Austrália, Canadá, Irlanda do Norte, Inglaterra, Argentina, México e Holanda.

## Exposições
- Salão de Artes de Pelotas, 1977, Pelotas, RS;[9]
- Salão Nacional de Artes Plásticas, 1978, Rio de Janeiro, RJ, no Museu Nacional de Belas Artes (MNBA);[9]
- Panorama de Arte Atual Brasileira, 1980, São Paulo, SP, no Museu de Arte Moderna de São Paulo (MAM/SP);[9]
- Salão de Artes de Pelotas, 1981, Pelotas, RS;[9]
- Salão de Artes Plásticas de Pernambuco, 1981, Recife, PE;[9]
- Salão de Artes Plásticas de Pernambuco, 1983, Recife, PE;[9]
- XVII Mini Print International, 1997, Cadaqués, França;[10]
- Mostra Clara Pechanksy – Os Papéis do Papel, 2006, Museu de Arte do Rio Grande do Sul Ado Malagoli – MARGS, Porto Alegre, RS;[11]
- Rememórias, 2016, Museu de Arte do Rio Grande do Sul Ado Malagoli – MARGS, Porto Alegre, RS.[1][12]

## Premiações
- Radna Organizacija Nikola Tesla Prize - 5ª Bienal de Desenho e Gráfica, em Tuzla, Iugoslávia (1988);
- Recognition Award - Art Prospect '96, em La Jolla, EUA (1996);
- Honorable Award - 12ª Mini Print Exhibition, em Binghantom, EUA (1997).[11]